# Impel Volleyball 2014-2015
Questa voce raccoglie le informazioni riguardanti l'Impel Volleyball nelle competizioni ufficiali della stagione 2014-2015.

## Organigramma societario
Area direttiva
- Presidente: Jacek Grabowski

Area tecnica
- Allenatore: Tore Aleksandersen
- Allenatore in seconda: Marek Solarewicz

## Rosa
| N° | Nome                  | Ruolo | Data di nascita   | Nazionalità sportiva |
| -- | --------------------- | ----- | ----------------- | -------------------- |
| 2  | Katarzyna Mroczkowska | S     | 30 dicembre 1980  | Polonia              |
| 3  | Monika Martałek       | C     | 14 maggio 1990    | Polonia              |
| 4  | Anita Chojnacka       | S/O   | 5 marzo 1985      | Polonia              |
| 5  | Agnieszka Kąkolewska  | C     | 17 ottobre 1994   | Polonia              |
| 6  | Anna Grejman          | S     | 8 giugno 1993     | Polonia              |
| 8  | Hana Čutura           | S     | 10 marzo 1988     | Croazia              |
| 9  | Agata Sawicka         | L     | 17 gennaio 1985   | Polonia              |
| 10 | Denise Hanke          | P     | 31 agosto 1989    | Germania             |
| 12 | Berit Kauffeldt       | C     | 8 luglio 1990     | Germania             |
| 13 | Magdalena Gryka       | P     | 28 marzo 1994     | Germania             |
| 15 | Mira Topić            | S     | 2 giugno 1983     | Croazia              |
| 17 | Joanna Kaczor         | S/O   | 16 settembre 1984 | Polonia              |
| 18 | Jenna Hagglund        | P     | 28 maggio 1989    | Stati Uniti          |